# Pseudocythereis
Pseudocythereis is een geslacht van kreeftachtigen uit de klasse van de Ostracoda (mosselkreeftjes).

## Soorten
- Pseudocythereis falcata Skogsberg, 1928
- Pseudocythereis spinifera (Skogsberg, 1928) Puri, 1958